# VM i banecykling 2018
VM i banecykling 2018 var verdensmesterskaberne i banecykling i 2018. De fandt sted i Apeldoorn i Holland fra 28. februar til 4. marts 2018.

## Medaljer

### Medaljeoversigt
| Placering | Land           | Guld | Sølv | Bronze | Total |
| --------- | -------------- | ---- | ---- | ------ | ----- |
| 1         | Holland        | 5    | 5    | 2      | 12    |
| 2         | Tyskland       | 4    | 0    | 2      | 6     |
| 3         | Storbritannien | 2    | 3    | 1      | 6     |
| 4         | Australien     | 2    | 2    | 2      | 6     |
| 5         | USA            | 2    | 1    | 1      | 4     |
| 6         | Italien        | 1    | 1    | 4      | 6     |
| 7         | Belgien        | 1    | 1    | 0      | 2     |
| 8         | Hviderusland   | 1    | 0    | 0      | 1     |
| 8         | Colombia       | 1    | 0    | 0      | 1     |
| 8         | Polen          | 1    | 0    | 0      | 1     |
| 11        | Danmark        | 0    | 2    | 1      | 3     |
| 12        | Rusland        | 0    | 1    | 2      | 3     |
| 13        | Hong Kong      | 0    | 1    | 0      | 1     |
| 13        | Japan          | 0    | 1    | 0      | 1     |
| 13        | Portugal       | 0    | 1    | 0      | 1     |
| 13        | Spanien        | 0    | 1    | 0      | 1     |
| 17        | Frankrig       | 0    | 0    | 2      | 2     |
| 18        | Canada         | 0    | 0    | 1      | 1     |
| 18        | Litauen        | 0    | 0    | 1      | 1     |
| 18        | New Zealand    | 0    | 0    | 1      | 1     |
| Total     | Total          | 20   | 20   | 20     | 60    |

### Medaljevindere
| Mændenes konkurrencer   |                                                                                           |                                                                                                 |                                                                                      |
| Sprint                  | Matthew Glaetzer · Australien                                                             | Jack Carlin · Storbritannien                                                                    | Sebastien Vigier · Frankrig                                                          |
| 1 km tidskørsel         | Jeffrey Hoogland · Holland                                                                | Matthew Glaetzer · Australien                                                                   | Theo Bos · Holland                                                                   |
| Ind. forfølgelsesløb    | Filippo Ganna · Italien                                                                   | Ivo Oliveira · Portugal                                                                         | Aleksandr Jevtusjenko · Rusland                                                      |
| Holdforfølgelsesløb     | Storbritannien · Ed Clancy · Kian Emadi · Ethan Hayter · Charlie Tanfield                 | Danmark · Niklas Larsen · Julius Johansen · Frederik Madsen · Casper von Folsach                | Italien · Simone Consonni · Liam Bertazzo · Filippo Ganna · Francesco Lamon          |
| Holdsprint              | Holland · Nils van 't Hoenderdaal · Harrie Lavreysen · Jeffrey Hoogland · Matthijs Büchli | Storbritannien · Jack Carlin · Ryan Owens · Jason Kenny · Philip Hindes · Joseph Truman         | Frankrig · François Pervis · Sébastien Vigier · Quentin Lafargue · Michaël D'Almeida |
| Keirin                  | Fabián Puerta · Colombia                                                                  | Tomoyuki Kawabata · Japan                                                                       | Maximilian Levy · Tyskland                                                           |
| Scratch                 | Jauhen Karaliok · Hviderusland                                                            | Michele Scartezzini · Italien                                                                   | Callum Scotson · Australien                                                          |
| Pointløb                | Cameron Meyer · Australien                                                                | Jan-Willem van Schip · Holland                                                                  | Mark Stewart · Storbritannien                                                        |
| Parløb                  | Tyskland · Roger Kluge · Theo Reinhardt                                                   | Spanien · Albert Torres · Sebastián Mora                                                        | Australien · Cameron Meyer · Callum Scotson                                          |
| Omnium                  | Szymon Sajnok · Polen                                                                     | Jan-Willem van Schip · Holland                                                                  | Simone Consonni · Italien                                                            |
| Kvindernes konkurrencer |                                                                                           |                                                                                                 |                                                                                      |
| Sprint                  | Kristina Vogel · Tyskland                                                                 | Stephanie Morton · Australien                                                                   | Pauline Grabosch · Tyskland                                                          |
| 500 m tidskørsel        | Miriam Welte · Tyskland                                                                   | Darja Sjmeleva · Rusland                                                                        | Elis Ligtlee · Holland                                                               |
| Ind. forfølgelsesløb    | Chloé Dygert · USA                                                                        | Annemiek van Vleuten · Holland                                                                  | Kelly Catlin · USA                                                                   |
| Holdforfølgelsesløb     | USA · Jennifer Valente · Kelly Catlin · Chloé Dygert · Kimberly Geist                     | Storbritannien · Katie Archibald · Elinor Barker · Laura Kenny · Emily Nelson · Ellie Dickinson | Italien · Elisa Balsamo · Letizia Paternoster · Silvia Valsecchi · Tatiana Guderzo   |
| Holdsprint              | Tyskland · Miriam Welte · Kristina Vogel · Pauline Grabosch                               | Holland · Kyra Lamberink · Shanne Braspennincx · Laurine van Riessen · Hetty van de Wouw        | Rusland · Darja Sjmeleva · Anastasija Vojnova                                        |
| Keirin                  | Nicky Degrendele · Belgien                                                                | Lee Wai Sze · Hong Kong                                                                         | Simona Krupeckaitė · Litauen                                                         |
| Scratch                 | Kirsten Wild · Holland                                                                    | Jolien D'Hoore · Belgien                                                                        | Amalie Dideriksen · Danmark                                                          |
| Pointløb                | Kirsten Wild · Holland                                                                    | Jennifer Valente · USA                                                                          | Jasmin Duehring · Canada                                                             |
| Parløb                  | Storbritannien · Katie Archibald · Emily Nelson                                           | Holland · Kirsten Wild · Amy Pieters                                                            | Italien · Letizia Paternoster · Maria Giulia Confalonieri                            |
| Omnium                  | Kirsten Wild · Holland                                                                    | Amalie Dideriksen · Danmark                                                                     | Rushlee Buchanan · New Zealand                                                       |

- Konkurrencer mærket med skygge (gråt) er ikke-olympiske discipliner